# Sven Linders
Sven Nilsson Linders, född 14 februari 1873 i Nevishögs församling, Malmöhus län, död 16 december 1932 i Lunds domkyrkoförsamling, Malmöhus län (skriven i Nevishögs församling, Malmöhus län) var en svensk lantbrukare och politiker (socialdemokrat).
Han var riksdagsman 1909–1917 (andra kammaren) och 1927–1932 (första kammaren), samt jordbruksminister 1921–1923 och 1924–1926.

## Biografi
Linders genomgick i sin ungdom Alnarps trädgårdsskola, och övertog vid faderns död ett domkyrkohemman som denne arrenderat. Han kom tidigt att engagera sig för jordbruksarbetarnas förhållanden i hembygden och inträdde efter valet 1908 i riksdagens andra kammare för socialdemokraterna, främst stödd på arbetarklassens och småbrukarnas röster. 
I andra kammaren profilerade sig Linders som socialdemokraternas främste jordbruksexpert: han var ledamot av jordbruksutskottet och av det socialdemokratiska förtroenderådet, och tillsattes i ett flertal kommittéer och utredningar. Från 1910 var han också ledamot av Malmöhus läns landsting, vars ordförande han var 1919–21 och från 1926. I samband med att han 1917 utsågs till domänintendent i Malmöhus län lämnade han andra kammaren.
I Hjalmar Brantings andra regering 1921–23, samt i Brantings tredje regering och Rickard Sandlers regering 1924–26, var Linders jordbruksminister. År 1927 blev han på nytt riksdagsman, nu i första kammaren. Utöver sina partipolitiska uppdrag var han vice ordförande från 1923 och ordförande från 1929 i Svenska landstingsförbundet och styrelseledamot i Svenska landskommunernas förbund från 1926. Han var även känd som en stor nykterhetsvän, och var verksam inom IOGT i Skåne.

### Privatliv
Sven Linders var son till lantbrukaren Nils Andersson och Ingar, född Olsdotter. Han var yngre bror till juristen Jacob Linders (1868–1946).
Från 1902 till sin död var han gift med Alfrida (Frida) Gudmundsson (1877–1956).